# Metrófanes II de Constantinopla
Metrófanes II de Constantinopla (em grego: Μητροφάνης Β΄), dito Mitrófono ("matricida" - por sua submissão ao papa), foi o patriarca grego ortodoxo de Constantinopla entre 1440 e 1443.

## Vida e obras
Metropolita de Cízico, Metrófanes se tornou patriarca em 4 ou 5 de maio de 1440 por causa de suas convicções e o seu compromisso com a chamada União de Florença. Sua eleição foi considerada uma vitória pelos unionistas. Logo após a sua posse, em 15 de maio de 1440, dia da Ascensão, o povo e o clero de Constantinopla, liderados por Marcos de Éfeso (o único bispo a votar contra a União no Concílio de Florença), se recusaram a participar da comunhão enquanto Metrófanes II realizava a liturgia solene na qual o nome do papa era mencionado. Marcos fugiu da capital imperial com Antônio de Heracleia e se refugiou em Éfeso.
Metrófanes enfrentou então uma virulenta oposição e dispensou diversos bispos que ele considerava como "cismáticos" e os substituiu pelos prelados que haviam sido favoráveis à União em Florença. Em 1443, o imperador João VIII Paleólogo organizou um debate teológico entre os bispos latinos e Marcos de Éfeso, mas ambos os lados reivindicaram a vitória. No mesmo ano, os outros três patriarcas do oriente, o de Antioquia, de Jerusalém e de Alexandria lançaram um anátema conjunto contra Metrófanes II, ignorando que seus delegados haviam aprovado a União das Igrejas em Florença. O patriarca de Constantinopla se sentiu pouco apoiado pelo imperador João VIII, defensor da União, e, durante o julgamento, adoeceu, renunciou e morreu - diz-se de tristeza - em 1 de agosto de 1444. Sem um patriarca até 1445, a causa da União ficou à deriva.